# Milhazes
Milhazes is een plaats (freguesia) in de Portugese gemeente Barcelos en telt 984 inwoners (2001).

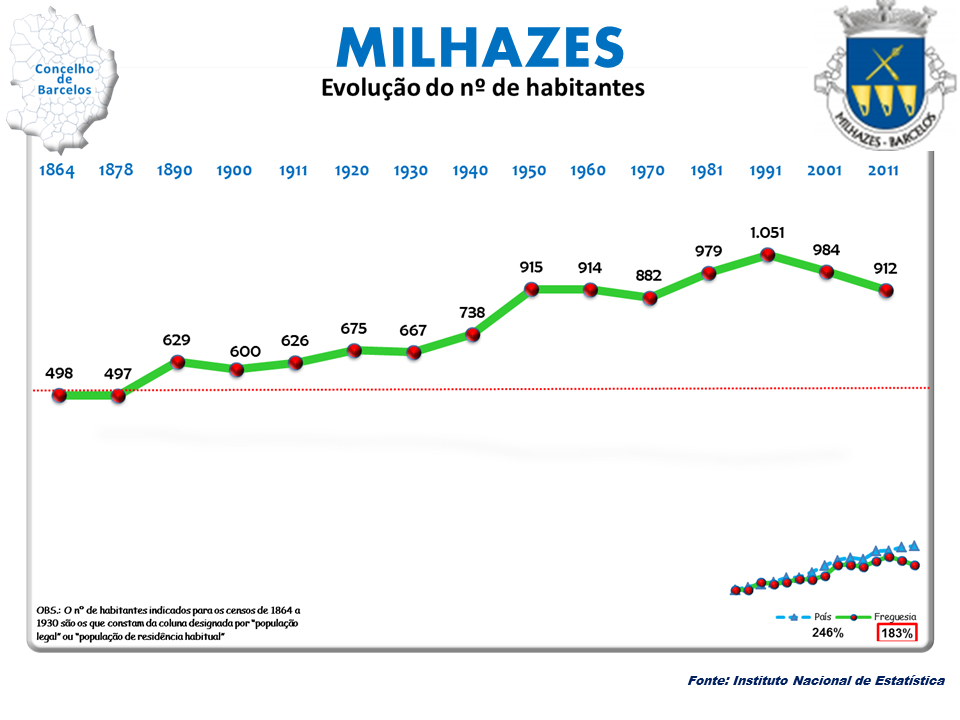
Bevolkingsontwikkeling tussen 1864 en 2011